# Pantherinus bipunctata
Pantherinus bipunctata är en fjärilsart som beskrevs av Okano 1960. Pantherinus bipunctata ingår i släktet Pantherinus och familjen tandspinnare. Inga underarter finns listade i Catalogue of Life.